# Neurophyseta saniralis
Neurophyseta saniralis là một loài bướm đêm trong họ Crambidae.